# 長野県公安委員会
長野県公安委員会（ながのけんこうあんいいんかい）は、長野県警察を管理するため長野県知事所轄の下に設置される行政委員会である。3人の委員で組織される。所在地は長野市大字南長野字幅下692-2である。

## 委員
- 委員長
  - 大澤一郎
- 委員
  - 山浦悦子
  - 日置勇二

## 下部組織
- 長野県警察